# Ристер, Вальтер
Ва́льтер Ри́стер (нем. Walter Riester; род. 27 сентября 1943, Кауфбойрен) — немецкий политик, федеральный министр труда и общественных дел Германии в 1998—2002 годах.
Вальтер Ристер вступил в СДПГ в 1966 году и с 1998 года был членом федерального исполнительного комитета партии.
В 1993—1998 годах он был заместителем председателя союза IG Metall.
В 1998—2002 годах Ристер — министр труда и общественных дел в кабинете Герхарда Шрёдера. К следующим парламентским выборам министерство было объединено с министерством экономики, и хотя смены правительства не было, Ристеру пришлось оставить свой пост.
Более всего его имя известно благодаря так называемой системе «Ристера-Ренте», частной программы пенсионного обеспечения, которая была создана в период его правления в министерстве.